# Aeroportul Adam
Aeroportul Adam (IATA: AOM, ICAO: OOAD) este un aeroport din Adam⁠(d), Ad Dakhiliyah Governorate⁠(d), Oman ce deservește zona Adam⁠(d).
aeroportul dispune de o singură pistă.